# 한국항공우주학회
한국항공우주학회는 항공우주에 관한 학문발전과 산업발전에 기여함을 목적으로 1967년 5월 설립허가된 대한민국 미래창조과학부 소관의 사단법인이다. 사무실은 135-703 서울특별시 강남구 역삼동 635-4 한국과학기술회관 신관1001호에 있다.